# Лора Ејнџел
Лора Ејнџел (енгл. Laura Angel, „Анђео Лора”), рођена као Ленка Андерова (чеш. Lenka Anderova, док поједини извори наводе Ленка Горгесова (чеш. Lenka Gorgesova), (Праг, 16. октобар 1974) чешка је порнографска глумица, режисерка и модел.

## Каријера
Лора се удала врло рано. Из тог раног брака има дете. Како је сама рекла, проналажење посла било је веома тешко (Чехословачка се баш тада поделила на Чешку Републику и Словачку), па је грабила сваку прилику да ради. Радећи као стриптизета у ноћним клубовима, 1998. године, Лора упознаје једног продуцента порно индустрије. На понуду да учествује у снимању порнића Лора пристаје, и до сада је остварила више од 100 филмова. Радила је са студијима као што је Private Media Group, и режисерима као што су Марк Дорсел и Пјер Вудмен (Pierre Woodman).
Од 2002. делује и као порнографски режисер. Дебитовала је филмом Angelmania.
Како већина наводи, да би се Лора сексуално задовољила потребно јој је најмање петоро људи. Број њених сексуалних чинова недељно прелази 30. Лора добија велико задовољство од свих врста секса, али највећи оргазам достиже када има двоструку пенетрацију. Такође се одушевљава материјалима од коже и латекса.

## Награде
- 2000 Hot D’Or – Best European Actress[7]
- 2000 FICEB Ninfa – Best Actress – Alexia and CIA[8]
- 2001 FICEB Ninfa – Best Lesbian Scene – La Provocacion[9]
- 2002 FICEB Ninfa – Best Actress – Angelmania - Interselección[10]
- 2003 Venus Award – Best New Starlet Female Europe[11]

## Филмографија (делимична)
-{
- Alexia & Cie (Marc Dorcel)
- Angelmania 1, 2, 3, 4, 5
- Best Of Laura Angel
- Chiennes de rêves 2
- Cleopatra I & II: The Legend of Eros
- Euro Angels 12
- L'Emmerdeuse
- Harcèlement au féminin (Marc Dorcel)
- Hells Belles
- Jeannie
- La veuve sans pudeur (Marc Dorcel)
- Lingerie
- Machos (1999)
- Pulp
- Scandale
- Sexe à la carte (Marc Dorcel)
- Sexshot
- Tessie
- Trou Anal Stories 5
- Une nuit choc (Marc Dorcel)
- Wild'n wet
- China Box
- Call girl de luxe (Marc Dorcel)

}-